# Ducové
Ducové es un municipio del distrito de Piešťany en la región de Trnava, Eslovaquia, con una población estimada a final del año 2024 de 482 habitantes.
Se encuentra ubicado en el centro-este de la región, cerca del río Váh (cuenca hidrográfica del Danubio) y de la región de Nitra.

## Demografía
| Año        | 1994 | 2004    | 2014     | 2024     |
| ---------- | ---- | ------- | -------- | -------- |
| Población  | 334  | 357     | 416      | 482      |
| Diferencia |      | +6,88 % | +16,52 % | +15,86 % |

| Año        | 2023 | 2024    |
| ---------- | ---- | ------- |
| Población  | 476  | 482     |
| Diferencia |      | +1,26 % |